# Bridge over Troubled Water
| 전문가 평가                   | 전문가 평가 |
| 평가 점수                     | 평가 점수   |
| 출처                          | 점수        |
| ----------------------------- | ----------- |
| AllMusic                      | [ 1 ]       |
| American Songwriter           | [ 2 ]       |
| Blender                       | [ 3 ]       |
| Christgau's Record Guide      | B           |
| Encyclopedia of Popular Music | [ 5 ]       |
| Entertainment Weekly          | A−          |
| Pitchfork                     | 9.4/10      |
| Q                             | [ 8 ]       |
| Rolling Stone                 | [ 9 ]       |
| Uncut                         | [ 10 ]      |

《Bridge over Troubled Water》는 1970년 1월 26일, 컬럼비아 레코드에 발매된 미국의 포크 록 듀오 사이먼 & 가펑클의 다섯 번째이자 마지막 스튜디오 음반이다. 영화 《졸업》의 사운드트랙에 이어, 아트 가펑클은 영화 《캐치-22》에서 연기를 했다. 폴 사이먼이 곡을 연주하면서 펠리스와 바우들로 브라이언트의 〈Bye Bye Love〉 (이전에 에벌리 브라더스의 히트곡)를 제외한 모든 곡을 작곡했다.
프로듀서 로이 할리의 도움으로, 이 음반은 그들의 《Bookends》과 유사한 음악 패턴을 따랐고, 부분적으로 록, R&B, 가스펠, 재즈, 월드 뮤직, 팝 그리고 다른 장르들의 요소를 통합하기 위해 그들의 전통적인 스타일을 포기했다. 그것은 그들의 "가장 힘들이지 않는 기록이자 가장 야심찬 기록"으로 묘사되었다.
1970년 1월 26일에 《Bridge over Troubled Water》가 발매되었고, 몇 개의 음반이 재발매되었다. 이 음반은 스테레오와 사중주곡으로 혼합되어 발매되었다. 컬럼비아 레코드는 2011년 3월 8일 정치적으로 테마로 제작된 TV 스페셜 《송스 오브 아메리카》 (1969년), 다큐멘터리 《하모니 게임》과 추가 라이너 노트, 책자 등 두 개의 DVD가 수록된 40주년 기념판을 발표했다. 다른 재발행물에는 2001년 버전과 같은 보너스 트랙이 포함되어 있는데, 이 트랙은 〈Feuilles-O〉와 〈Bridge over Troubled Water〉의 데모 테이프를 다룬다.
수많은 명성에도 불구하고, 이 두 사람은 헤어지기로 결심했고, 1970년 후반에 헤어졌다. 가펑클은 그의 영화 경력을 이어갔고, 사이먼은 음악과 함께 열심히 일했다. 두 아티스트 모두 다음 해에 솔로 음반을 발매했다. 《Bridge over Troubled Water》는 이 듀오의 가장 평판이 좋고 상업적으로 성공한 두 곡으로, 《롤링 스톤》의 역사상 가장 위대한 노래 500곡에 수록된 〈Bridge over Troubled Water〉와 〈The Boxer〉가 포함되어 있다. 비판적이고 상업적으로 성공한 이 음반은 10여 개국의 차트에서 1위를 차지했으며, 두 개의 그래미 어워드와 타이틀 곡으로 4개의 그래미 어워드를 더 받았다. 이 음반은 약 2,500만 장의 음반을 팔았고 《롤링 스톤》의 역사상 가장 위대한 음반 500장의 51위를 포함하여 여러 개의 리스트에 올랐다.
이 음반의 제작 이야기는 사이먼 & 가펑클과 다양한 협력자들과의 인터뷰를 다룬 72분짜리 다큐멘터리 《하모니 게임》 (2011년)에 나온다.

## 배경
처음에 "톰 & 제리"였던 사이먼 & 가펑클은 이미 음악계에서 성공을 거두었다. 그들의 《Parsley, Sage, Rosemary and Thyme》는 마이크 니컬스의 영화 《졸업》의 사운드트랙 음반과 《Bookends》로 각각 미국 빌보드 200에서 3위, 2위, 1위를 차지했으며, 1위와 2위는 미국에서만 200만장이 팔렸다. 아트 가펑클은 동명의 소설을 원작으로 한 또 다른 니컬스 영화 《캐치-22》에서 나탈리 선장의 역할을 맡았다. 처음에 폴 사이먼은 던바의 역할을 연기할 예정이었으나 시나리오 작가 벅 헨리는 이 영화가 이미 등장인물들로 붐비고 있다고 느꼈고 이후 사이먼의 배역을 썼다. 예상외로 긴 영화 제작은 두 사람 사이의 관계를 위태롭게 했고, 가펑클은 후에 《송톡》 잡지의 폴 졸로와의 1990년 인터뷰에서 다음과 같이 말했다. "우리의 작업 방식은 우리가 녹음하는 동안 폴이 글을 쓰는 것이었어요. 그래서 우리는 두 달 동안 스튜디오에서 폴이 작곡한 서너 곡의 곡을 작업하고 녹음을 하고, 작업이 끝나면 폴이 서너 곡의 다음 그룹 작업을 하는 동안 몇 달 동안 작업을 중단했습니다. 그리고 나서 우리는 시간을 예약하고 서너 달 동안 다시 스튜디오에 들어가 그것들을 녹음하고.... 폴이 다음 곡들을 쓰기를 기다리기보다 이 영화를 찍었습니다."

## 구성
《캐치-22》의 촬영은 1969년 1월에 시작되어 약 8개월 동안 진행되었다. 사이먼은 이 시점에서 어떠한 신곡도 완성하지 못했고, 이 듀오는 촬영이 끝나면 협연을 계획했다. 로이 할리가 음반을 프로듀싱했고, 그들의 가장 최근의 스튜디오 음반인 《Bookends》의 경우처럼, 그들은 실험적인 사운드를 만들어냈고, 전형적인 포크 록에서 벗어나 새로운 장르를 탐험했다.
《Bridge over Troubled Water》는 또한 라이너 노트에서 후원하는 음악가들을 기용한 이 듀오의 첫 음반이었다. 기타리스트 사이먼과 프레드 카터 주니어, 드러머 할 블레인, 베이시스트 조 오스본, 키보디스트 래리 크네치텔이 모두 유명한 레킹 크루 멤버였다.

## 발매
크리스마스를 맞아 활동을 중단한 뒤 1970년 초 음반 작업을 계속했고 1월 말 음반 작업을 마쳤다. 이 음반에는 11곡이 수록되었는데, 완성된 곡인 〈Cuba Si, Nixon No〉와 다른 추가 곡은 제외되었다. 가펑클은 이 노래를 좋아하지 않았고 대신 〈Feuilles-O〉라는 제목의 합창곡을 제안했는데, 사이먼은 이에 동의하지 않았다. 토론 후에 그들은 더 이상의 트랙을 포함하지 않기로 결정했다.
《Bridge over Troubled Water》는 11개국 이상에서 차트 1위를 차지했으며, 미국 빌보드 200과 영국 음반 차트를 포함한 10개국에서 차트 1위를 차지했다. 1970년, 1971년, 1972년 베스트셀러 음반이었고, 당시는 역대 베스트셀러 음반이었다. 1982년 마이클 잭슨의 《Thriller》가 발매될 때까지 CBS 레코드의 베스트셀러 음반으로 남았다. 이 음반은 빌보드 200차트에서 10주 동안 1위를 차지했고 85주 동안 차트에 머물렀다. 컬럼비아 레코드에 따르면, 미국에서 첫 3주 동안 170만 장이 팔렸다. 영국에서는 이 음반이 35주 동안 차트 1위를 차지했으며 1970년부터 1975년까지 100위 안에 드는 데 285주를 보냈다. 게다가 미국 음반 산업 협회로부터 8배 플래티넘을, 캐나다에서는 4배 플래티넘을 받았다. 《Bridge over Troubled Water》는 영국에서 3,163,789장이 팔렸고, 전 세계적으로 2,500만장 이상이 팔렸다.
〈Cuba Si, Nixon No〉, 〈Groundhog〉, 데모 〈Feuilles-O〉는 세션 중에 녹음되었지만 음반에는 발매되지 않았다. 〈Cuba Si, Nixon No〉는 1969년 11월 11일 오하이오주 옥스|포드에 있는 마이애미 대학교에서 사이먼 & 가펑클에 의해 공연된 해적판 녹음으로 발매되었고, 〈Feuilles-O〉의 데모 녹음은 후에 《Old Friends》와 《The Columbia Studio Recordings (1964–1970)》 박스 세트에서 발매되었다. 2001년 음반의 리마스터드 및 확장 버전이 콤팩트 디스크로 발매되었으며, 데모 버전인 〈Feuilles-O〉와 〈Bridge over Troubled Water〉가 포함되어 있다. 빅 아네시니에 의해 리마스터드되었다. 가펑클은 이후 데뷔 솔로 음반인 《Angel Clare》에 〈Feuilles-Oh/Do Space Men Pass Dead Souls on Their Way to the Moon?〉을 녹음했고, 같은 음반의 싱글 〈I Shall Sing〉의 뒷면으로 녹음했다.
2011년 3월 8일 컬럼비아 레코드는 3개의 디스크로 구성된 40주년 기념 에디션을 발매했다. 첫 번째 디스크에는 오리지널 음반이, 두 번째 디스크에는 3년 전에 스타벅스에서 독점 발매되었던 《Live 1969》의 전부가 들어 있다. 세 번째 디스크인 DVD는 1969년 CBS에서 방영된 《송스 오브 아메리카》와 음반 제작에 관한 새로운 다큐멘터리 《하모니 게임》으로 구성되어 있다. 《송스 오브 아메리카》는 1969년 투어의 영상, 친밀한 무대 뒷담화, 역사적인 뉴스 클립을 구성했다. 그것은 베트남 전쟁과 그 당시 미국 사회의 방향에 대한 두 사람의 정치적 논평으로 인해 논란을 불러 일으켰다. 《하모니 게임》은 사이먼 & 가펑클, 프로듀서 로이 할리, 그리고 음반 제작에 참여한 더 많은 교장들과의 2010년 새로운 인터뷰를 특징으로 한다. 1969년 스페셜은 약 52분 37초, 2010년 다큐멘터리는 약 70분 54초 동안 상영된다. 비평가 마이클 힐과 앤서니 디커티스의 라이너 노트, 사진, 에세이 책자도 포함되었다.

## 곡 목록
모든 곡들은 특별한 언급이 없는 한 폴 사이먼에 의해 작사/작곡하였다.
| #  | 제목                            | 작사·작곡                                                                 | 재생 시간 |
| -- | ------------------------------- | ------------------------------------------------------------------------- | --------- |
| 1. | 〈Bridge over Troubled Water〉  |                                                                           | 4:52      |
| 2. | 〈El Cóndor Pasa (If I Could)〉 | 다니엘 알로미아 로블레스 (요르게 밀흐버그의 편곡과 폴 사이먼의 영어 가사) | 2:55      |
| 3. | 〈Cecilia〉                     |                                                                           | 2:55      |
| 4. | 〈Keep the Customer Satisfied〉 |                                                                           | 2:33      |
| 5. | 〈So Long, Frank Lloyd Wright〉 |                                                                           | 3:41      |

| #  | 제목                                              | 작사·작곡                              | 재생 시간 |
| -- | ------------------------------------------------- | -------------------------------------- | --------- |
| 1. | 〈The Boxer〉                                     |                                        | 5:08      |
| 2. | 〈Baby Driver〉                                   |                                        | 3:14      |
| 3. | 〈The Only Living Boy in New York〉               |                                        | 3:58      |
| 4. | 〈Why Don't You Write Me〉                        |                                        | 2:45      |
| 5. | 〈Bye Bye Love〉 (Live recording from Ames, Iowa) | 펠리스 브라이언트, 바우들로 브라이언트 | 2:55      |
| 6. | 〈Song for the Asking〉                           |                                        | 1:49      |

| #  | 제목                                         | 작사·작곡                              | 재생 시간 |
| -- | -------------------------------------------- | -------------------------------------- | --------- |
| 1. | 〈Feuilles-O〉 (Demo)                        | 민요 (사이먼, 아트 가펑클에 의해 편곡) | 1:45      |
| 2. | 〈Bridge over Troubled Water〉 (Demo Take 6) |                                        | 4:46      |

## 인증
| 국가                                                  | 인증         | 판매량/출하량 |
| ----------------------------------------------------- | ------------ | ------------- |
| 오스트레일리아 (ARIA)                                 | 골드         | 70,000        |
| 오스트리아 (IFPI 오스트리아)                          | 플래티넘     | 50,000*       |
| 캐나다 (뮤직 캐나다)                                  | 4× 플래티넘  | 400,000^      |
| 핀란드 (Musiikkituottajat)                            | 골드         | 25,000        |
| 프랑스 (SNEP)                                         | 플래티넘     | 300,000*      |
| 독일 (BVMI)                                           | 플래티넘     | 500,000^      |
| 일본                                                  | —            | 441,000       |
| 네덜란드                                              | —            | 750,000       |
| 남아프리카 공화국                                     | —            | 96,000        |
| 스페인                                                | —            | 50,000        |
| 스웨덴                                                | —            | 200,000       |
| 스위스 (IFPI 스위스)                                  | 골드         | 25,000^       |
| 영국 (BPI)                                            | 11× 플래티넘 | 3,300,000^    |
| 미국 (RIAA)                                           | 8× 플래티넘  | 8,000,000^    |
| 요약                                                  |              |               |
| 전 세계                                               | —            | 25,000,000    |
| *판매량을 기반으로 한 인증 ^출하량을 기반으로 한 인증 |              |               |